# 영화상 목록
다음은 영화에 어떠한 성과를 이루었을 때 받는 영화상, 축제, 단체 목록이다.

## 평론가상(비평가상)

### 국제
- 국제영화비평가연맹(FIPRESCI)

### 오스트레일리아
- AACTA 어워드
- ATOM 어워드

### 캐나다
- 밴쿠버 영화 비평가 협회 (VFCC)

### 덴마크
- 보딜상

### 프랑스
- 루이 들뤼크상

### 인도
- 필름페어상
- 국제 인도 영화 아카데미상
- 내셔널 필름 어워드

### 인터넷
- 온라인 영화 비평가 협회
- 웨비상

### 대한민국
- 한국영화평론가협회상
- 부산영화평론가협회상

### 영국
- 이브닝 스탠더드 영국여화상
- 런던 영화 비평가 협회

### 미국
- 미국 영화 연구소 (AFI)
- 보스턴 영화 비평가 협회 (BSFC)
- 방송 영화 비평가 협회 (BFCA)
- 시카고 영화 비평가 협회 (CFCA)
- 댈러스-포트워스 영화 비평가 협회 (DFWFCA)
- 디트로이트 영화 비평가 협회
- 플로리다 영화 비평가 협회 (FFCC)
- 골든 래즈베리상 (a.k.a. the Razzies)
- 고섬 어워드
- 로스앤젤레스 영화 비평가 협회 (LAFCA)
- 전미 비평가 협회 (NSFC)
- 전미 비평가 위원회 (NBR)
- 뉴욕 영화 비평가 협회 (NYFCC)
- Online Film Critics Society Awards (OFCS)
- 샌디에이고 영화 비평가 협회 (SDFCS)
- 샌프란시스코 영화 비평가 협회 (SFFCC)
- 뉴욕 대학교 티시 예술대학 Wasserman Award
- 워싱턴 D.C. 영화 비평가 협회 - (WAFCA)

## 주요 축제상

### 아르헨티나
- 마르델플라타 국제 영화제

### 보스니아 헤르체고비나
- 사라예보 영화제

### 캐나다
- 몬트리올 세계 영화제
- 토론토 국제 영화제

### 중국
- 상하이 국제 영화제

### 크로아티아
- 풀라 영화제

### 체코
- 카를로비바리 영화제

### 이집트
- 카이로 국제 영화제

### 프랑스
- 칸 영화제
  - 황금종려상 (best picture)
  - 그랑프리
  - 심사위원상
  - 주목할 만한 시선
  - 트로페 쇼파르

### 독일
- 베를린 국제 영화제
  - 황금곰상 (최고의 영화상)

### 그리스
- 테살로니키 국제 영화제
  - 골든 알렉산더(최고의 영화상)

### 헝가리
- Hungarian Film and TV Awards[1]

### 인도
- 인도 국제 영화제
  - 골든 피콕 (최고의 영화상)
- 케랄라 국제 영화제
  - Golden Crow Pheasant

### 이란
- 파즈르 국제 영화제

### 이탈리아
- 베네치아 국제 영화제
  - 황금사자상

### 일본
- 도쿄 국제 영화제

### 네덜란드
- 네덜란드 영화제

### 노르웨이
- 노르웨이 국제 영화제
  - 아만다상

### 포르투갈
- 판타스포르투

### 러시아
- 모스크바 국제 영화제

### 대한민국
- 부산국제영화제
- 서울독립영화제
- 서울국제영화제(SIFF)

### 스페인
- 산세바스티안 국제 영화제
- 카탈루냐 국제 판타스틱 영화제

### 스웨덴
- 스톡홀름 국제 영화제

### 스위스
- 로카르노 국제 영화제

### 터키
- 안탈리아 국제 영화제

### 우크라이나
- 오데사 국제 영화제

### 영국
- BFI 런던 영화제

### 미국
- 시카고 국제 영화제
- 선댄스 영화제
- 시애틀 국제 영화제
  - 골든 스페이스 니들(Golden Space Needle)

## 산업상

### 오스트레일리아
- AACTA 어워드
- 로기상

### 벨기에
- 마그리트상

### 캐나다
- en:Academy of Canadian Cinema and Television
  - 지니상 (1980-2012)

### 덴마크
- 로베르트상

### 유럽
- 유럽 영화 아카데미
  - 유럽 영화상 (이전 명칭: Felix)

### 핀란드
- 유시상

### 프랑스
- 세자르상
- 뤼미에르상
- 장 비고 상
- 뤼미에르상
- 로미 슈나이더상
- 수잔 비앙케티상

### 독일
- 독일 영화상 (German Film Awards)

### 홍콩
- 아시안 필름 어워드
- 금자형장
- 홍콩 영화 금상장

### 인도
- 필름페어상
- 국제 인도 영화 아카데미상
- 내셔널 필름 어워드

### 이스라엘
- en:Israeli Academy of Film and Television
  - 오빌상

### 이탈리아
- 다비드 디 도나텔로상
- 나스트로 디아르젠토

### 일본
- 블루리본상 (영화)
- 호치 영화상
- 일본 아카데미상
- 마이니치 영화 콩쿠르

### 멕시코
- 아리엘상

### 필리핀
- - 파마스상
- 필리핀 영화 아카데미
  - 루나상

### 러시아
- 니카상

### 대한민국
- 청룡영화상
- 부일영화상
- 춘사영화제
- 디렉터스 컷 시상식
- 대종상
- 백상예술대상
- 들꽃영화상

### 스페인
- 고야상

### 스웨덴
- 굴드바게상

### 타이완
- 금마장

### 영국
- 영국 영화 텔레비전 예술 아카데미 (BAFTA)
  - 영국 아카데미 영화상
- 영국 독립 영화상

### 미국
- 영화 예술 과학 아카데미
  - 아카데미상
- en:Academy of Science Fiction, Fantasy and Horror Films
  - 새턴상
- 미국 영화 편집자 협회 Golden Reels
- ASCAP (American Society of Composers, Authors, and Publishers) Film and Television Awards
- AVN (Adult Video News) Awards
  - 게이VN 어워드
- 크리틱스 초이스 영화상
- 미국 감독 조합상
- Golden Reel Award for excellence in sound editing in film and television
- 고섬 어워드 – en:Independent Feature Project
- 할리우드 영화상
- 할리우드 외신 기자 협회
  - 골든 글로브상
- 할리우드 Makeup and Hairstylist Guild
- 더 할리우드 리포터 Key Art Awards
- 인디펜던트 스피릿 어워드
- en:International Animated Film Society / ASIFA-Hollywood
  - 애니상
- en:International Press Academy
  - 새틀라이트상
- JEIFA 어워드
- 전미 흑인 지위 향상 협회
  - 이미지 어워드
- 니켈로디언 키즈 초이스 어워드 – for television, movies, and music (United States)
- E! People's Choice Awards – for film, television, and music (United States)
- 미국 배우 조합상
- 틴 초이스 어워드 – for music, movies, sports, television, and fashion (United States)
- 시각 효과 협회상
  - 미국 작가 조합상 - 링크
- 영 아티스트 어워드

### 오스트리아
- 로미상

### 인도
- 필름페어상

### 영국
- 엠파이어상
- ITV

### 미국
- MTV 무비 & TV 어워드
- 니켈로디언
  - 니켈로디언 키즈 초이스 어워드
- 폭스 방송
  - 틴 초이스 어워드
- E!
  - 피플스 초이스상

## 같이 보기
- 영화제 목록
- 영화 목록